# صفصاف الوسرة
صفصاف الوسرة بلدية تابعة إقليميا إلى دائرة أم علي ولاية تبسة الجزائرية.
تقع جنوب شرق الولاية يحدها من الشمال بلديتي أم علي و الماء الأبيض ومن الجنوب بلدية بئر العاتر ومن الغرب بلدية العقلة المالحة ومن الشرق الجمهورية التونسية وبلدية ام علي تبعد عن عاصمة الولاية ب60 كلم، وعن مدينة بئر العاتر ب30كلم'... ومن أغلبية سكانها عرش أولاد خليفة و عرش سيدي عبيد الشريف وعائلات معيفي و عطية  وبعض العائلات الأخرى